# Шрирангам

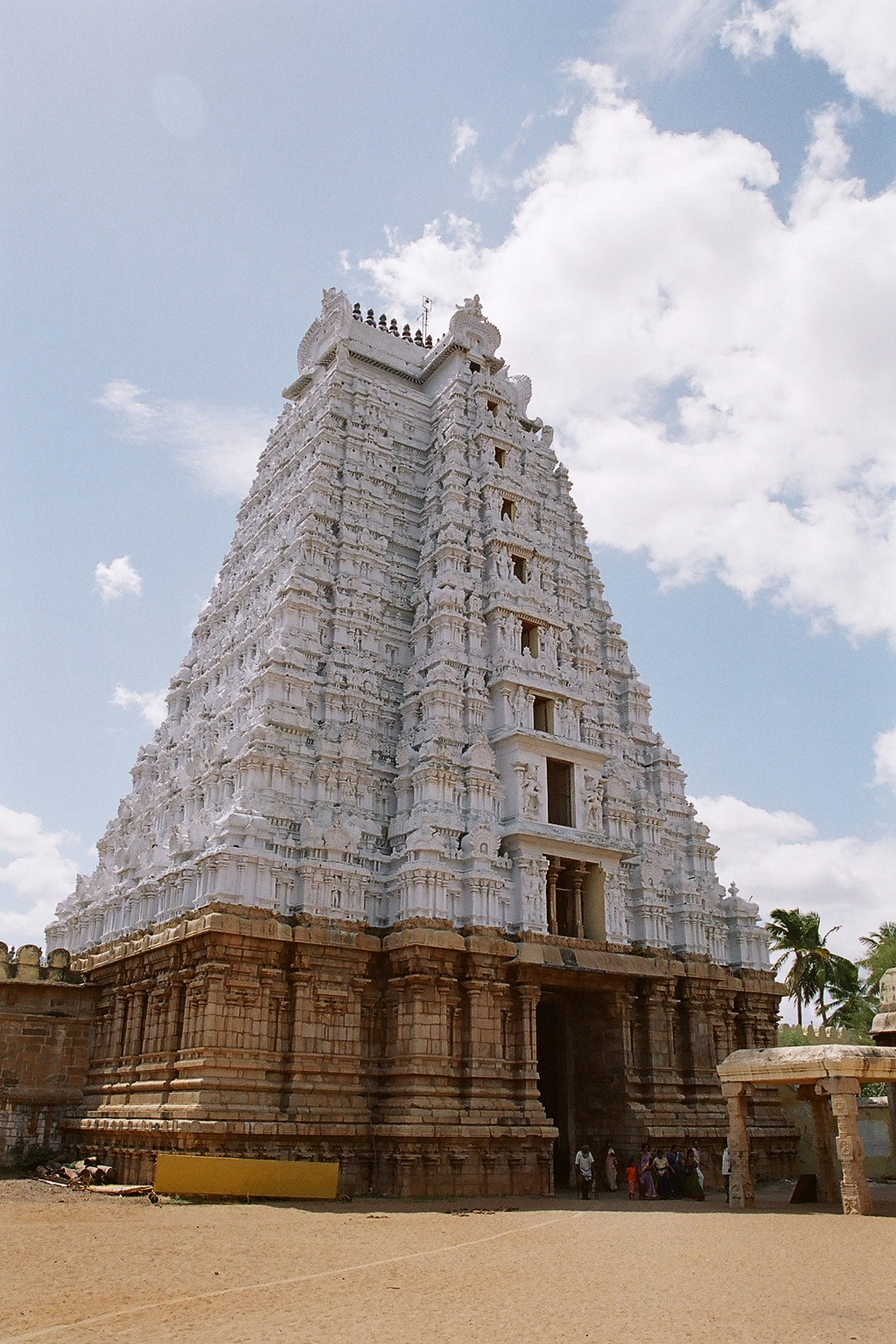
Белый гопурам храма

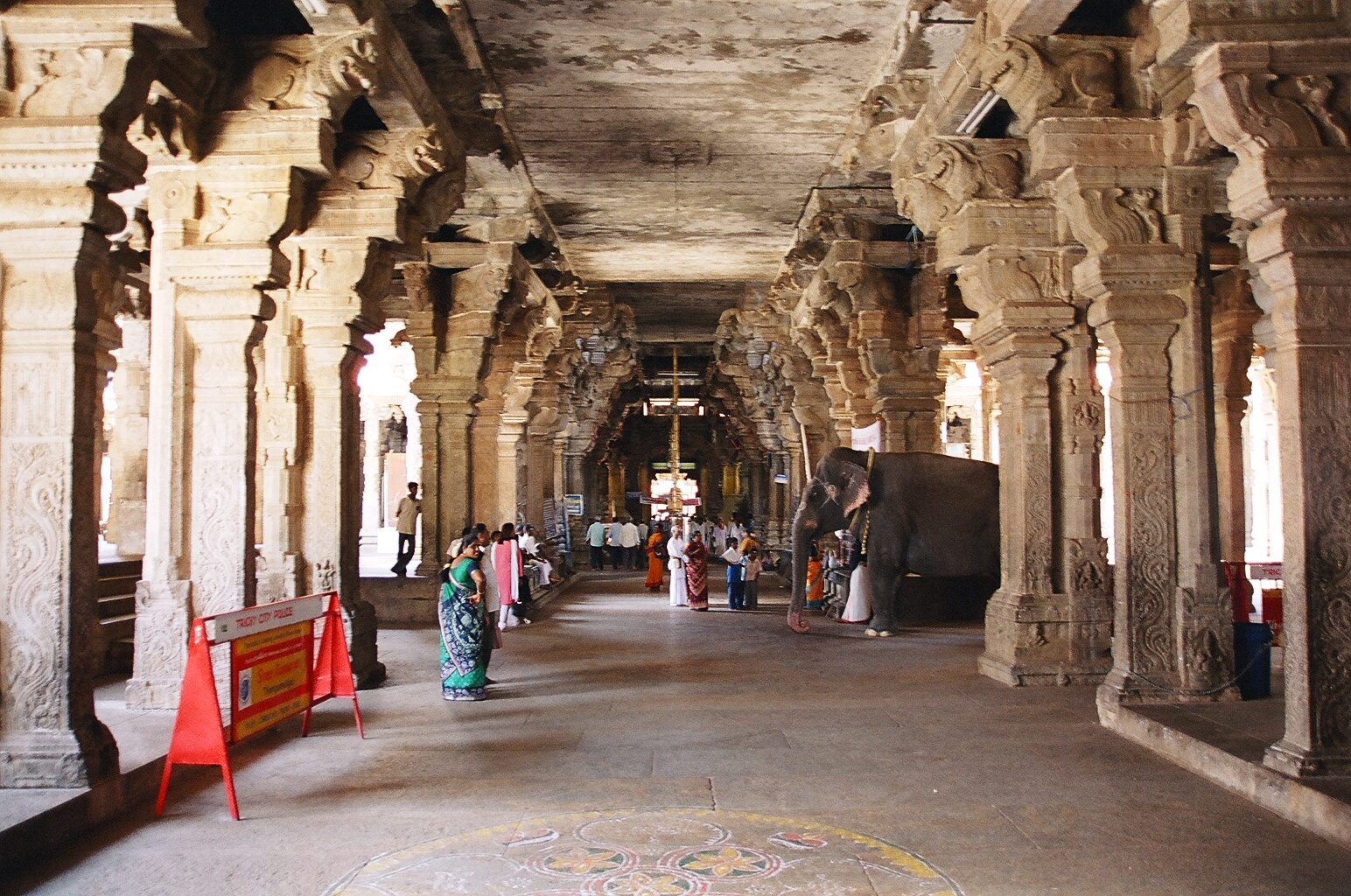
Колонны в храме

Шрирангам (там. ஸ்ரீரங்கம்) — святое место паломничества индуизма, остров на реке Кавери в черте города Тиручирапалли в штате Тамилнад в Южной Индии. С одной стороны Шрирангам омывается рекой Кавери, а с другой — её рукавом Коллидам. В Шрирангаме расположен один из крупнейших индуистских храмовых комплексов в мире — храм Ранганатхасвами. Этот посвящённый Вишну храм принято считать крупнейшим ныне действующим индуистским храмом в мире. Площадь всей территории храмового комплекса составляет 631 000 м² (63 гектара). Территория храма окружена семью каменными стенами и 21 гопурамами. Высочайший гопурам храма достигает 72 метров в высоту. Говорится, что с его вершины можно увидеть берег Шри-Ланки.